# محمود چهارباغی
محمود چهارباغی (زاده ۱۳۴۲ کاشان) سرتیپ سپاه پاسداران انقلاب اسلامی است، که هم‌اکنون به‌عنوان رئیس دایره آموزش قرارگاه مرکزی خاتم‌الانبیا فعالیت می‌کند.
وی فعالیت نظامی را در خلال جنگ ایران و عراق در سپاه پاسداران آغاز کرد. پس از جنگ دوره‌ای به‌عنوان ششمین فرمانده توپخانه نیروی زمینی سپاه پاسداران فعالیت می‌کرد. او از ۱۳۹۱ تا ۱۳۹۲ فرمانده دانشگاه علوم و فنون زمینی امیرالمؤمنین بود. چهارباغی از سال ۱۳۹۲ تا ۱۳۹۶ در جنگ داخلی سوریه حضور داشت و مسئولیت پشتیبانی توپخانه یگان‌های نیروی قدس در سوریه را برعهده داشت. وی به‌علت فعالیتش در جنگ سوریه، نشان نصر دریافت کرد.